# Pierre Edmond Piasecki
Pour les articles homonymes, voir Piasecki.
Pierre Edmond Piasecki, né le 3 juin 1985 à Metz, est un tireur français. Il est spécialisé dans le tir à la carabine à 10 mètres.

## Biographie
Pierre-Edmond Piasecki débute le tir en 1994 à Dieuze. Ses six premières années d'école de tir sont sans grands succès.
En 2000, il rencontre et commence à collaborer avec Alexandre Ganis qui va rapidement lui faire grimper les échelons. En 2003, il entre au CREPS de Strasbourg pour ensuite rejoindre l'INSEP à Paris en septembre 2007.
En 2009, à la suite de ses premiers succès au niveau international, Piasecki signe un contrat d'image en faveur de la douane. Il rejoint ensuite le club de Harthouse-Haguenau en 2010.
Après sa 6e place lors de l'épreuve de tir à 10 mètres aux Jeux olympiques de 2012, Piasecki subit des problèmes de santé qui ralentisse sérieusement sa progression et son adaptation aux nouvelles règles de tir dans cette épreuve de tir à la carabine à air comprimé. Malgré tout, il prend la 4e place des championnats d'Europe en 2015 et passe près d'une qualification pour les olympiades de 2016.

## Palmarès

### Jeux olympiques d'été de 2012
- 6e place à la carabine 10m

### Coupe du monde de tir de l'ISSF
Vainqueur de la préparation olympique à la carabine 10 m air comprimé avril 2012 à Londres
- Coupe du monde 2012
  -  Médaille d'or à la carabine 10 m air comprimé, à Londres.
- Coupe du monde 2011
  -  Médaille d'or à la carabine 10 m air comprimé, à Fort Benning.
  -  Médaille d'argent à la carabine 10 m air comprimé, à Sydney.

### Championnat d'Europe
- -  Vice-Champion d'Europe 10m (Prague, 2009)
  - 4e place aux championnats d'Europe 10m (Brescia, 2011)
  - 4e place aux championnats d'Europe 10m (Arnheim, 2015)

### Championnat de France
- -  Médaille de bronze 2014
  -  Vice-champion de France 2013
  -  Champion de France 2012
  -  Champion de France 2011
  -  Vice-Champion de France 2010
  -  Champion de France 2009
  -  Champion de France 2008

### Records personnels
629,2 lors des sélections nationales à Arques en 2015.
Recordman de France sous l'ancien système de comptabilisation des points 599 avant finale 705,2 après finale. (Olympic training camp Volmerange-les-Mines 2012)